# 府衙署
府衙署是山西省大同市的一座古建筑，位于平城区城内西北隅清远街北侧、师校街25号。大同一中原校址。 
大同府衙署始建于明代洪武九年（1376年），清顺治大同之屠时被毁，后重建。大同府衙包括府衙大厅、经历署、云中书院、开化寺等。三进院落，现存二堂和后堂。
1981年2月24日，府衙署列为第二批大同市文物保护单位。大同府衙修复工程预计2020年底竣工，2021年正式对外开放。